# Єва Грімальді
Єва Грімальді (італ. Eva Grimaldi; *7 вересня 1961, Верона Італія) — італійська актриса.

## Біографія
Як актриса Грімальді дебютувала в 1983 році в італійському телесеріалі «Drive in». У драмі «Монастир тисячі смертних гріхів» 1986 вона зіграла головну роль Сюзанни, зґвалтованої батьком і потім відправленої в монастир. Також як і інші ролі вона добре зіграла в комедії «Моя дружина звір» 1988 року і в романтичному фільмі «Інтимний» того ж року. У драмі «Stille Tage in Clichy» 1990 року Клода Шаброля Грімальді зіграла одну з головних ролей. У французькій пригодницькій комедії «Ангел-охоронець» 1995 вона зіграла разом з Жераром Депардьє та Крістіаном Клав'є. У містичній драмі «The Fine Art of Love: Mine Ha-Ha». 2005 року вона знімалася разом з Жаклін Біссет. З 2006 року Грімальді вийшла заміз за Фабрісіо Амброзо.

## Джерело
- Сторінка в інтернеті [Архівовано 9 січня 2015 у Wayback Machine.]